# Stygodesmodora bacillicauda
Stygodesmodora bacillicauda is een rondwormensoort uit de familie van de Desmodoridae.